# Massacre de l'hôpital psychiatrique de Verceil

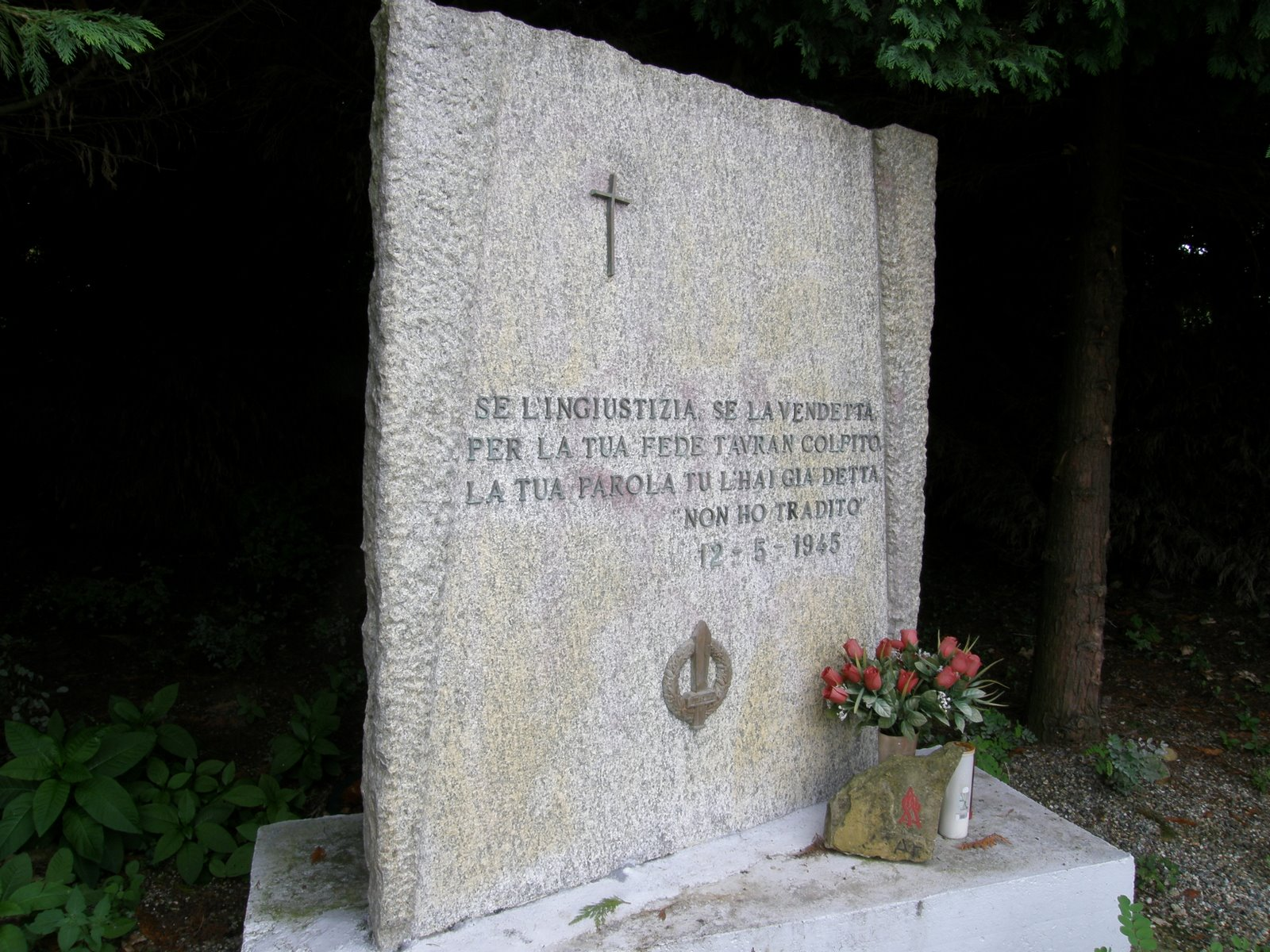
Le mémorial au pont de Greggio.

Le massacre de l'hôpital psychiatrique de Verceil est l'exécution sommaire, par quelques résistants de la 182e brigade Garibaldi « Pietro Camana », d'un groupe de miliciens de la République sociale italienne enlevés dans le stade de Novare, utilisé alors comme camp de prisonniers.
Selon les différentes sources, les miliciens tués étaient entre 51 et 64.
Le massacre eut lieu en partie sur la commune de Verceil et en partie sur celle de Greggio entre les 12 et 13 mai 1945.